# Choerophryne
Choerophryne är ett släkte av groddjur som ingår i familjen Microhylidae.
Arterna förekommer på Nya Guinea.
Arter enligt Catalogue of Life:
- Choerophryne allisoni
- Choerophryne amomani
- Choerophryne arndtorum
- Choerophryne burtoni
- Choerophryne longirostris
- Choerophryne microps
- Choerophryne nigrescens
- Choerophryne proboscidea
- Choerophryne rostellifer

Året 2015 infogades alla arter som tidigare bildade släktet Albericus i Choerophryne. Dessa är:
- Albericus brunhildae
- Albericus darlingtoni
- Albericus exclamitans
- Albericus fafniri
- Albericus gudrunae
- Albericus gunnari
- Albericus laurini
- Albericus rhenaurum
- Albericus sanguinopictus
- Albericus siegfriedi
- Albericus swanhildae
- Albericus tuberculus
- Albericus valkuriarum
- Albericus variegatus